# Dexia rustica
Dexia rustica là một loài ruồi trong họ Tachinidae.